# Nimravidae
Nimravidés
Famille
Sous-familles de rang inférieur
- † Nimravinae
- † Hoplophoninae

Les Nimravidae, ou Nimravidés, sont une famille fossile et basale de mammifères carnivores féliformes qui vivait en Amérique du Nord et en Eurasie de l'Éocène moyen au Miocène supérieur. Bien que certains Nimravidés ressemblent par leurs canines proéminentes aux Machairodontinae, comme le genre Smilodon, ils n’appartiennent pas à la même famille. Ce trait, apparu indépendamment de nombreuses fois, relève de la convergence évolutive.

## Historique
La famille des Nimravidae a été décrite en 1880 par le paléontologue américain Edward Drinker Cope. Le mot "Nimr", en arabe النمر , signifie "tigre" ou "panthère".
Le genre Nimravides, qui a donné son nom à la famille, est aujourd'hui considéré comme faisant partie des Felidae, dans la sous-famille éteinte des Machairodontinae et la tribu des Homotherini,.

## Description
Les Nimravidés avaient généralement un corps de félin musculeux, au bassin placé bas. Les pattes et la queue étaient plus courtes que chez les félins actuels. Les Nimravidés étaient assez diversifiés, puisqu'on a trouvé des fossiles de la taille d'un lynx et d'autres plus gros, avoisinant la taille d'un tigre.
Certains Nimravidés ressemblaient aux Machairodontinae, avec de longues canines en forme de sabre. Ils avaient toutefois une protubérance sur la mâchoire inférieure, appelée processus mentonnier, qui n'existait pas chez les Machairodontinae. D'autres avaient une denture proche des Félidés actuels, avec des canines plus courtes. Enfin, il existait des formes intermédiaires entre ces deux extrêmes. Les Nimravidés avaient aussi des canines plus coniques que les Machairodontinae.

## Histoire évolutive

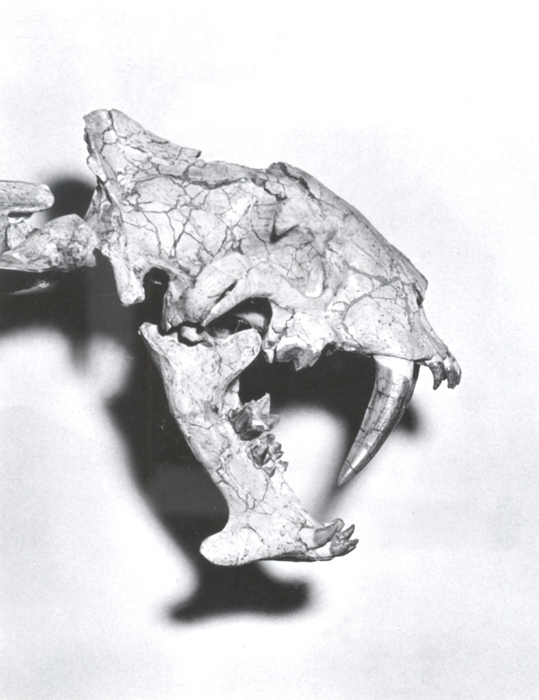
Crâne d'Hoplophoneus mentalis

Les ancêtres des Nimravidés et des Félidés auraient divergé vers la fin de l'Éocène moyen, il y a environ 43 millions d'années. Les fossiles appartenant à la famille des Nimravidés sont datés de l'Éocène supérieur, il y a 40,4 millions d'années, à la fin du Miocène, il y a 7,2 millions d'années. L'apogée des Nimravidés se situe aux alentours de 28 millions d'années.

## Liste des genres et espèces
- Famille : Nimravidae
  - Genre : Maofelis
    - Maofelis cantonensis

  - Sous-famille Nimravinae
    - Genre : Dinictis
      - Dinictis cyclops
      - Dinictis felina
      - Dinictis priseus
      - Dinictis squalidens

    - Genre : Dinaelurus
      - Dinaelurus crassus

    - Genre : Dinailurictis
      - Dinailurictis bonali

    - Genre : Eofelis
      - Eofelis edwardsii Kretzoi, 1938
      - Eofelis giganteus Peigné, 2000

    - Genre : Pogonodon
      - Pogonodon davisi
      - Pogonodon platycopis

    - Genre : Quercylurus
      - Quercylurus major

  - Sous-famille Hoplophoninae
    - Genre : Eusmilus
      - Eusmilus bidentatus
      - Eusmilus cerebralis
      - Eusmilus sicarius

    - Genre : Hoplophoneus
      - Hoplophoneus belli
      - Hoplophoneus dakotensis
      - Hoplophoneus occidentalis
      - Hoplophoneus latidens
      - Hoplophoneus mentalis
      - Hoplophoneus primaevus
      - Hoplophoneus robustus